# Emaus (Nederland)
Emaus is een buurtschap in de gemeente Hollands Kroon, in de provincie Noord-Holland.
Emaus is een kleine gemeenschap net onder de stad Schagen. Het is gelegen tussen Tolke, Vennik en de Muggenburgerweg. Het bestaat uit een aantal huizen en stolpboerderijen die aan de Provinciale weg 241 zijn gelegen. De plaats valt formeel onder Haringhuizen.
Waar de plaatsnaam precies vandaan komt is niet bekend.Er wordt gedacht dat het een vernoeming is naar het dorp Emmaüs in Judea, bekend uit de Lucasevangelie. In de omgeving komen ook familienamen voor met deze plaatsnaam of een variant ervan. De vraag is echter is de familie vernoemd naar deze buurtschap, of andersom. Het eerste lijkt het aannemelijkst. In Nederland zijn immers veel familienamen toponiemen.
In Polen en Zweden komt de benaming ook voor als geografische naam.
Tot 31 december 2011 behoorde Emaus tot de gemeente Niedorp die per 1 januari 2012 in een gemeentelijke herindeling is samengegaan tot de gemeente Hollands Kroon.
Dorpen en gehuchten: Anna Paulowna · Barsingerhorn · Breezand · Den Oever · Haringhuizen · Hippolytushoef · De Haukes · Kleine Sluis · Kolhorn · Kreil · Kreileroord · Lutjewinkel · Middenmeer · Moerbeek · Nieuwe Niedorp · Nieuwesluis · Oosterklief · Oosterland · Oude Niedorp · Slootdorp · Smerp · Stroe · De Strook · Terdiek · Tolke (deels) · Van Ewijcksluis · Vatrop · 't Veld · Verlaat (deels) · Westerklief · Westerland · Wieringerwaard · Wieringerwerf · Winkel · Zijdewind

Buurtschappen: Blokhuizen · Dam · De Belt · De Bomen · De Elft · Emaus · Gelderse Buurt · De Gest · Groetpolder · Hanedoes · De Heid · De Hoelm · Hogebieren · Hollebalg · De Kampen · Langereis (deels) · De Leijen · Lutjekolhorn · Mientbrug · Noord-Stroe · Noordburen · Noorderbuurt · De Normer · Poolland · Spoorbuurt · Tin · Vennik (deels) · Wateringskant · De Weel (deels) · De Weere · Westeinde  · Zandburen

Noord-Holland: Steden en dorpen    Nederland: Provincies · Gemeenten